# Turbant

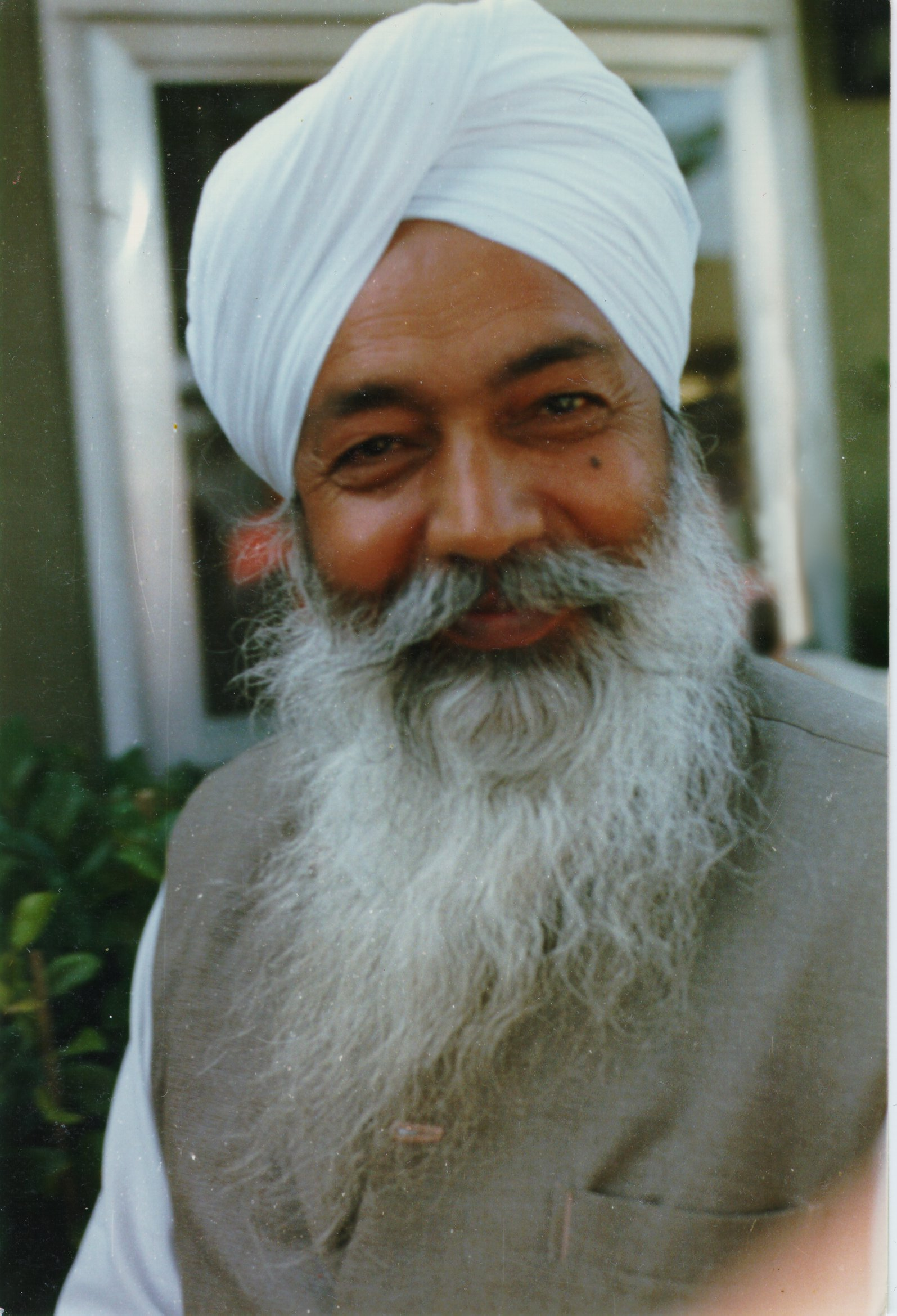
Sij celebrant el vaisakhi

El turbant (de l'italià: turbante, o el francès: turban, i aquest, del turc: tülbant o tülbent, procedent del persa: دلبنت, dulband, tots amb el mateix significat) és un tocat d'origen asiàtic i consta d'una llarga faixa enrotllada al voltant del cap o sobre un barret. Els turbants poden ser de moltes formes, grandàries i colors, encara que la seva longitud rares vegades excedeix els 5 metres.
Els primitius perses usaven un bonet cònic envoltat de tiretes de tela, que han estat considerats com un dels precedents del turbant modern. El turbant no s'ha tornat d'ús comú entre els turcs, però sí ho va ser entre els sultans otomans.

## Índia
Els rajputas de l'estat hindú de Rajasthan porten turbants diferents, en hindi se'ls anomena pagṛī (पगड़ी) o sāfā (साफ़ा). Existeixen moltes variants i significats d'aquesta peça al Rajasthan, quant a grandària, i poden assenyalar la posició social d'una persona. En diferents parts de l'Índia, estan clarament diferenciats els estils de turbant, com els que utilitzen els camperols, que només usen una tovallola al voltant del cap.
La gent de Mysore i Kodagu porten turbants anomenats Mysore peta. Les persones beneméritas són honrades amb un Mysore peta com a premi en cerimònia formal. En el districte de Kodagu, els individus el fan servir com complement d'un abillament tradicional en ocasions especials, com en les noces.

## Cultura islàmica

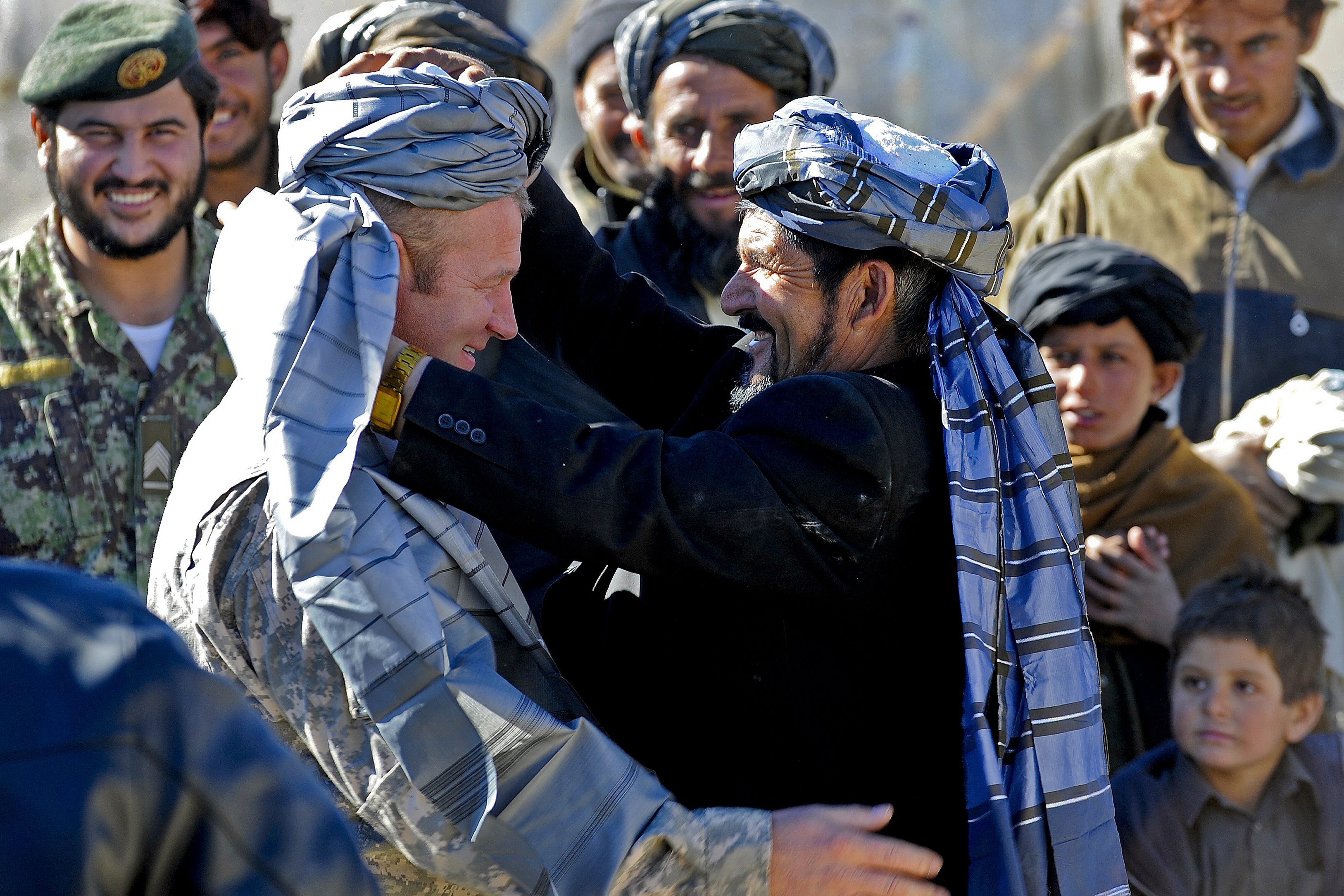
Presentació a Afganistan.

En la cultura islàmica, el turbant (àrab: عمامة, ʿimāma; persa: دستار, dastār; hindi: साफ़ा, sāfā; urdú: سافا, sāfā) és un important element espiritual de la fe. Els antics àrabs els usaven i se n'enorgullien, no portar-ne era humiliant i cridar a la porta d'un home sense turbant era considerat un insult.
En la vida diària, el turbant va ser molt útil per protegir-se de la sorra del desert, així com per minorar els efectes de les altes temperatures i la intensitat de la llum solar. Als actuals països del Golf Pèrsic, aquesta peça ha estat reemplaçada per la chalina blanca o vermella (anomenada keffiyeh, ghutrah o shumagh), encara que la tradició del turbant és encara forta a Oman (per exemple, en el cas del sultà Qabus ibn Said Al Said).